# Craterul Amguid
Amguid este un crater de impact meteoritic în Algeria.

## Date generale
Are 450 m în diametru și are vârsta estimată la 100.000 ani (Pleistocen). Craterul este expus la suprafață.